# Microclina
La microclina es un mineral de la clase de los tectosilicatos, grupo de los feldespatos. 
Fue descrito Johann August Friedrich Breithaupt en 1830 La microclina puede ser químicamente similar a la ortosa monoclínica, pero debido a su pertenencia al sistema reticular triclınico, el ángulo del prisma es ligeramente menor que un ángulo recto; por ello, microclino, del griego antiguo μικρός (mikros, 'pequeño') y κλίνειν (klinein, 'inclinación') hace alusión a esaa pequeña inclinación de los cristales de la simetría monoclínica, con ángulo que difiere muy poco de 90°.

## Características químicas
Es un aluminosilicato de potasio, que frecuentemente lleva las impurezas: Fe, Ca, Na, Li, Cs, Rb, H2O o Pb.
Es un dimorfo de la ortoclasa.

## Formación y yacimientos
Suele encontrarse en rocas plutónicas de tipo félsico, en pegmatitas, en filones de alto grado de metamorfismo, así como en filones hidrotermales. La abundancia de estas rocas hace que sea un mineral muy común con yacimientos importantes en todo el mundo.
Minerales asociados con los que suele encontrarse: cuarzo, moscovita, hornblenda y biotita.

## Aplicaciones
Se emplea en la industria para la fabricación cerámica, para la fabricación de porcelanas. Para ello, se calienta a alta temperatura y se funde comportándose como un cemento. Así, se elaboran con él los esmaltes para pintar sobre porcelana. Igualmente se emplean en la fabricación de vidrios. La variedad de color verde Amazonita se emplea, una vez pulida, como material de adorno.